# Pinza (Viana del Bollo)
Pinza (llamada oficialmente Santa María de Pinza) es una parroquia y un lugar del municipio español de Viana del Bollo, en la provincia de Orense, Galicia.

## Organización territorial
La parroquia está formada por siete entidades de población, constando tres de ellas en el nomenclátor del Instituto Nacional de Estadística español:
- Mosexos
- O Barrio de Abaixo
- O Barrio de Arriba
- O Campo
- Os Casaríos
- Pinza
- Pontón

## Demografía

### Parroquia
| Gráfica de evolución demográfica de Pinza (parroquia) entre 2000 y 2023 |
|                                                                         |
| Datos según el nomenclátor publicado por el INE.                        |

### Lugar
| Gráfica de evolución demográfica de Pinza (lugar) entre 2000 y 2023 |
|                                                                     |
| Datos según el nomenclátor publicado por el INE.                    |